# Dobra Pomoc
Dobra Pomoc – osada leśna w Polsce położona w województwie wielkopolskim, w powiecie gostyńskim, w gminie Pogorzela.
W okresie Wielkiego Księstwa Poznańskiego (1815-1848) miejscowość wzmiankowana jako posada leśna Dobra pomoc należała do wsi mniejszych w ówczesnym pruskim powiecie Krotoszyn w rejencji poznańskiej. Dobra Pomoc należała do okręgu borkowskiego tego powiatu i stanowiła część majątku Wziąchów, którego właścicielem był wówczas Józef Sokolnicki. Według spisu urzędowego z 1837 roku wieś liczyła 25 mieszkańców, którzy zamieszkiwali dwa dymy (domostwa).
W latach 1975–1998 miejscowość administracyjnie należała do województwa leszczyńskiego.